# 부부수업 파뿌리
《부부수업 파뿌리》는 MBN의 교양 프로그램이다.